# 奥田建
奥田 建（おくだ けん、1959年〈昭和34年〉1月16日 - 2021年〈令和3年〉6月22日）は、日本の政治家。
衆議院議員（4期）、国土交通副大臣（野田内閣・野田第1次改造内閣・野田第2次改造内閣）を務めた。
父は、竹下派七奉行の一人に名を連ねた衆議院議員の奥田敬和。

## 来歴
石川県金沢市生まれ。金沢市立菊川小学校、金沢市立城南中学校、石川県立金沢泉丘高等学校、日本大学理工学部卒業。大林組を経て、1987年に治山社に入社。1990年同社取締役、1997年同社専務取締役。1998年、父の奥田敬和が第18回参議院議員通常選挙の直後に死去。衆議院石川1区補欠選挙に民主党公認で出馬し初当選。2000年の第42回衆議院議員総選挙では自由民主党公認の馳浩に石川1区で敗れ、重複立候補していた比例北陸信越ブロックで復活当選。2003年の第43回衆議院議員総選挙では自民党の馳浩を破り石川1区で当選（馳も比例復活）。2005年の第44回衆議院議員総選挙では石川1区で馳浩に敗れ、比例復活もならず落選した。2009年の第45回衆議院議員総選挙では石川1区で馳浩を破り4年ぶり返り咲き（馳も比例復活）。2010年6月、安住淳衆議院安全保障委員長の民主党選挙対策委員長就任に伴い、後任の衆議院安全保障委員長に就任。同年9月、衆議院法務委員長に就任。2011年野田内閣で国土交通副大臣に任命され、野田第1次改造内閣、野田第2次改造内閣でも留任。2012年の第46回衆議院議員総選挙では民主党公認、国民新党推薦で石川1区に立候補したが馳に敗れ、比例復活もならず落選。2013年10月、次回衆議院選挙に出馬しないことを表明した。
2021年6月22日朝、金沢市内の自宅の書斎で倒れていたところを発見され、急性心筋梗塞のため死亡が確認された。62歳没。死没日をもって正四位に叙され、旭日重光章を追贈される。

## 人物
- 民主党では父・敬和同様かつて竹下派七奉行に名を連ね、最後まで行動を共にした元首相の羽田孜が率いる政権戦略研究会に所属していた。
- 初当選以来、石川県議会の奥田系議員が中心の政治団体・新進石川の強力な支持を受けていた。新進石川は2009年に民主党石川県連に合流したが、石川県議会における会派は宇野邦夫の県議辞任まで存続した。

## 政策
- 永住外国人への地方選挙権付与にどちらかといえば賛成[7]。
- 選択的夫婦別姓制度の導入に賛同する[8]。

## 選挙歴
| 当落 | 選挙                     | 執行日         | 年齢 | 選挙区                  | 政党   | 得票数     | 得票率 | 定数 | 得票順位 /候補者数 | 政党内比例順位 /政党当選者数 |
| ---- | ------------------------ | -------------- | ---- | ----------------------- | ------ | ---------- | ------ | ---- | ------------------ | ---------------------------- |
| 当   | 第41回衆議院議員補欠選挙 | 1998年         | 39   | 石川1区                 | 民主党 | 7万8788票  | 56.36% | 1    | 1/3                | /                            |
| 比当 | 第42回衆議院議員総選挙   | 2000年06月25日 | 41   | 比例北陸信越（石川1区） | 民主党 | 10万392票  | 45.72% | 1    | 2/3                | 3/3                          |
| 当   | 第43回衆議院議員総選挙   | 2003年11月09日 | 44   | 石川1区                 | 民主党 | 9万9868票  | 48.13% | 1    | 1/3                | /                            |
| 落   | 第44回衆議院議員総選挙   | 2005年09月11日 | 46   | 石川1区                 | 民主党 | 9万9397票  | 41.36% | 1    | 2/3                | /                            |
| 当   | 第45回衆議院議員総選挙   | 2009年08月30日 | 50   | 石川1区                 | 民主党 | 12万5667票 | 49.17% | 1    | 1/4                | /                            |
| 落   | 第46回衆議院議員総選挙   | 2012年12月16日 | 53   | 石川1区                 | 民主党 | 4万7582票  | 22.88% | 1    | 2/5                | /                            |

## 所属していた団体・議員連盟
- ホームエンタテイメント議員連盟（副会長）